# ويليام دونبار
ويليام دونبار (بالإنجليزية: William Dunbar)‏ هو مستكشف أمريكي، ولد في 1750 في Duffus ‏ في المملكة المتحدة، وتوفي في 1810 في ناتشيز في الولايات المتحدة.